# Cheracebus regulus
Cheracebus regulus is een zoogdier uit de familie van de sakiachtigen (Pitheciidae). De wetenschappelijke naam van de soort werd voor het eerst geldig gepubliceerd door Oldfield Thomas in 1927.

## Voorkomen
De soort komt voor in Brazilië.